# 바트당 (시리아)
아랍 사회주의부흥당 시리아 지부(아랍어: حزب البعث العربي الاشتراكي – قطر سوريا, 시리아 바트당)은 신(新)바트주의를 주요 이념으로 삼는 정당이며, 시리아의 여당이기도 했다. 레바논을 비롯한 여러 아랍의 국가들의 바트당 계열의 정당들은 시리아의 바트당 노선을 지지하는 시리아파와 이라크의 바트당 노선을 지지하는 이라크파로 나뉘는데 이 정당은 시리아파를 주도, 지원했던 정당이다.

## 역사
1940년 다마스쿠스에서 '아랍 바트당'이라는 이름 아래 비밀 결사로 창설되었다. 1947년 정당으로서 정식으로 발족하고, 1953년 사회당을 합병해 '아랍 사회주의 바트당'으로 개칭한다. 쿠데타로 1963년 3월 8일에 정권을 장악했으나, 1967년 제3차 중동 전쟁에서 패했다. 1970년 하페즈 알아사드가 정권을 장악하게 되었다.
이라크의 바트당과는 당명(黨名)을 공유하는데다 같은 해에 정권을 잡았지만, 정통성 싸움을 계속하였다. 특히 1979년 사담 후세인이 주도한 친시리아 세력 공개 숙청 이후 양측의 관계는 완전히 단절되었다. 시리아에서 권력 투쟁에서 패배한 아플라크를 이라크에서 보호하는 등 양측은 사담 후세인이 미국의 침공으로 축출될 때까지 대립 관계를 지속하였다.
지금까지도 시리아 사회민족당, 아랍 사회주의운동, 아랍 사회주의 연합, 시리아 공산당 등 10개 정당으로 이루어진 연립 정부를 세워, 시리아의 집권당으로 있다. 당의 서기장은 2000년 사망할 때까지 하페즈 알아사드였고, 그가 사망한 이후에는 그의 차남 바샤르 알아사드가 당 서기장이자 대통령으로 있었다.
시리아 내전중인 2012년 2월 26일, 개헌안에 대한 국민투표가 있었다. 국민투표가 가결됨에 따라 바트당이 "사회와 국가의 지도적 정당"이라는 헌법 규정이 삭제되었다. 개정된 헌법은 이튿날인 27일부터 유효하게 되었다.
2024년 12월 8일, 바트주의 시리아가 내전 패배로 인하여 당은 강제해산되고 바샤르 알아사드는 러시아로 망명하였다.
현재 시리아 바트당은 이라크내 바트당처럼 강제해산되었기에 러시아나 이란의 지원을 받아 바샤르 알아사드가 시리아에 돌아와 본토를 수복하지 않는 이상 바트당이 부활할 가능성은 거의 없다. 

## 역대 선거 결과

### 대통령 선거
| 선거명                    | 후보            | 득표수     | 득표율 | 당락 |
| ------------------------- | --------------- | ---------- | ------ | ---- |
| 1971년 시리아 대통령 선거 | 하페즈 알아사드 | 1,919,609  | 99.20% | 당선 |
| 1978년 시리아 대통령 선거 | 하페즈 알아사드 | 3,975,729  | 99.88% | 당선 |
| 1985년 시리아 대통령 선거 | 하페즈 알아사드 | 6,200,428  | 99.99% | 당선 |
| 1991년 시리아 대통령 선거 | 하페즈 알아사드 | 6,726,843  | 99.99% | 당선 |
| 1999년 시리아 대통령 선거 | 하페즈 알아사드 | 8,960,011  | 100%   | 당선 |
| 2000년 시리아 대통령 선거 | 바샤르 알아사드 | 8,689,871  | 99.74% | 당선 |
| 2007년 시리아 대통령 선거 | 바샤르 알아사드 | 11,199,445 | 99.82% | 당선 |
| 2014년 시리아 대통령 선거 | 바샤르 알아사드 | 10,319,723 | 92.20% | 당선 |
| 2021년 시리아 대통령 선거 | 바샤르 알아사드 | 13,540,860 | 95.19% | 당선 |

### 총선
| 년도 | 의석 수   | 득표수        | 득표율        |
| ---- | --------- | ------------- | ------------- |
| 1949 | 1 / 114   | 알려지지 않음 | 알려지지 않음 |
| 1953 | 0 / 82    | 알려지지 않음 | 알려지지 않음 |
| 1954 | 22 / 140  | 알려지지 않음 | 알려지지 않음 |
| 1961 | 22 / 140  | 알려지지 않음 | 알려지지 않음 |
| 1973 | 122 / 250 | 알려지지 않음 | 알려지지 않음 |
| 1977 | 122 / 250 | 알려지지 않음 | 알려지지 않음 |
| 1981 | 127 / 250 | 알려지지 않음 | 알려지지 않음 |
| 1986 | 130 / 250 | 알려지지 않음 | 알려지지 않음 |
| 1990 | 134 / 250 | 알려지지 않음 | 알려지지 않음 |
| 1994 | 135 / 250 | 알려지지 않음 | 알려지지 않음 |
| 1998 | 135 / 250 | 알려지지 않음 | 알려지지 않음 |
| 2003 | 167 / 250 | 알려지지 않음 | 알려지지 않음 |
| 2007 | 169 / 250 | 알려지지 않음 | 알려지지 않음 |
| 2012 | 168 / 250 | 알려지지 않음 | 알려지지 않음 |
| 2016 | 172 / 250 | 알려지지 않음 | 알려지지 않음 |
| 2020 | 167 / 250 | 알려지지 않음 | 알려지지 않음 |